# NGC 1720
NGC 1720 é uma galáxia espiral barrada (SBab) localizada na direcção da constelação de Eridanus. Possui uma declinação de -07° 51' 33" e uma ascensão recta de 4 horas, 59 minutos e 20,5 segundos.
A galáxia NGC 1720 foi descoberta em 30 de Dezembro de 1861 por Heinrich Louis d'Arrest.